# Джерело № 226
Джерело́ № 226 («Келе́чинський квас») — гідрологічна пам'ятка природи місцевого значення в Україні. Розташована в межах Пилипецької сільської громади Хустського району Закарпатської області, між селами Репинне і Келечин (поруч з автошляхом Т 0718). 
Площа 0,5 га. Статус надано згідно з рішенням Закарпатського облвиконкому від 23.10.1984 року, № 253. Перебуває у віданні ДП «Міжгірське ЛГ» (Ізківське лісництво, кв. 18). 
Створена з метою збереження мінерального джерела. Вода вуглекисла, гідрокарбонатно-кальцієва. Загальна мінералізація — 2,5 г/л. Мікроелементи: залізо, кобальт. Для лікування захворювань органів травлення. 

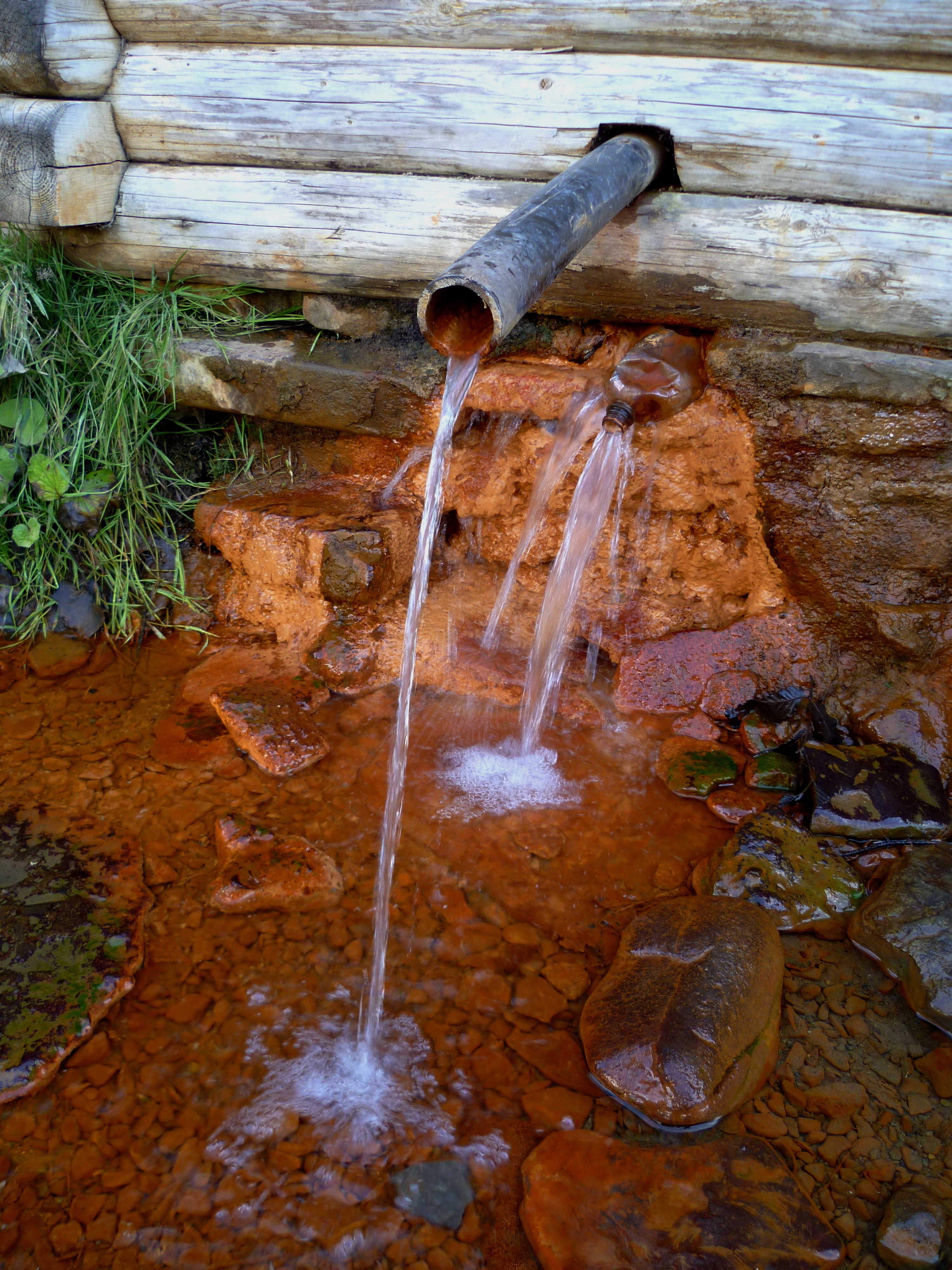
Джерело № 226